# Delta Arietis
Delta Arietis (δ Arietis, viết tắt Delta Ari, δ Ari), tên chính thức của nó là Botein /ˈboʊteɪn/, là một ngôi sao ở phía bắc của chòm sao Bạch Dương, 1,8 độ bắc của mặt phẳng quỹ đạo. Độ lớn thị giác rõ ràng là 4,35, nên có thể nhìn thấy bằng mắt thường. Nó có một sự thay đổi thị sai hàng năm là 19,22 mas; tương ứng với khoảng cách khoảng 170 năm ánh sáng (52 parsec) từ Mặt trời.

## Danh pháp
Arietis (được Latinh hóa thành Delta Arietis) là tên gọi của ngôi sao Bayer.
Nó mang tên là Botein truyền thống có nguồn gốc từ Al Bīrūnī ' Al Buṭayn (tiếng Ả Rập البُطَين), chữ viết tắt của Al Baṭn, "the Belly". Đây là tên của một hiệp hội ngôi sao bao gồm những ngôi sao này, Epsilon Arietis, Zeta Arietis, Pi Arietis và Rho 3 Arietis  Theo danh mục sao năm 1971 của NASA, Al Buṭain là danh hiệu cho năm sao: Delta Arietis (được liệt kê là Botein), Pi Arietis (như Al Buṭain I), Rho3 Arietis (Al Buṭain II), Epsilon Arietis (Al Buṭain III) và Zeta Arietis (Al Buṭain IV). Vào năm 2016, Liên minh Thiên văn Quốc tế đã tổ chức một Nhóm làm việc về Tên Sao (WGSN)  để lập danh mục và chuẩn hóa tên riêng cho các ngôi sao. WGSN đã phê duyệt tên Botein cho ngôi sao này vào ngày 12 tháng 9 năm 2016 và hiện tại nó đã được đưa vào Danh sách Tên Sao được IAU phê duyệt.
Trong danh mục các ngôi sao trong Lịch sử của Al Achsasi Al Mouakket, ngôi sao này được chỉ định là Nir al Botain, được dịch sang tiếng Latinh là Lucida Ventris, có nghĩa là "bụng sáng nhất".
Trong tiếng Trung, 天陰  (Tiān Yīn, Thiên Âm), nghĩa là Yin Force, đề cập đến một mảng sao gồm Delta Arietis, 63 Arietis, Zeta Arietis, Tau Arietis và 65 Arietis. Do đó, tên tiếng Trung của Delta Arietis là 天陰四  (Thiên Âm tứ, sao thứ tư của Thiên Âm) trong Sao Mão.

## Tính chất
Delta Arietis là một ngôi sao khổng lồ tiến hóa với cấp phân loại sao K2   III. Nó thuộc về một quần thể được gọi là sao khổng lồ đỏ, có nghĩa là nó đang tạo ra năng lượng thông qua sự hợp nhất của helium ở lõi của nó. Với khối lượng gần gấp đôi Mặt trời, lớp vỏ ngoài đã mở rộng cho đến khi nó gấp khoảng mười  lần bán kính của Mặt trời. Nó tỏa sáng với độ sáng gấp 45  lần của Mặt trời ở nhiệt độ hiệu quả là 4,810   K, mang lại cho nó ánh sáng rực rỡ màu cam của một ngôi sao loại K.  Đó là một ngôi sao biến đổi đáng ngờ có phạm vi từ 4,33 đến 4,37.